# سیارک ۵۸۹۲
سیارک ۵۸۹۲ (به انگلیسی: 5892 Milesdavis، نامگذاری:1981YS1) پنج هزار و هشتصد و نود و دومین سیارک کشف شده‌است که در ۲۳ دسامبر ۱۹۸۱ کشف شد.
قدر مطلق سیارک برابر ۲۵.۷ است.